# Rainham (Londres)
 (octobre 2021).
Si vous disposez d'ouvrages ou d'articles de référence ou si vous connaissez des sites web de qualité traitant du thème abordé ici, merci de compléter l'article en donnant les références utiles à sa vérifiabilité et en les liant à la section « Notes et références ».
Ne doit pas être confondu avec Rainham (Kent).

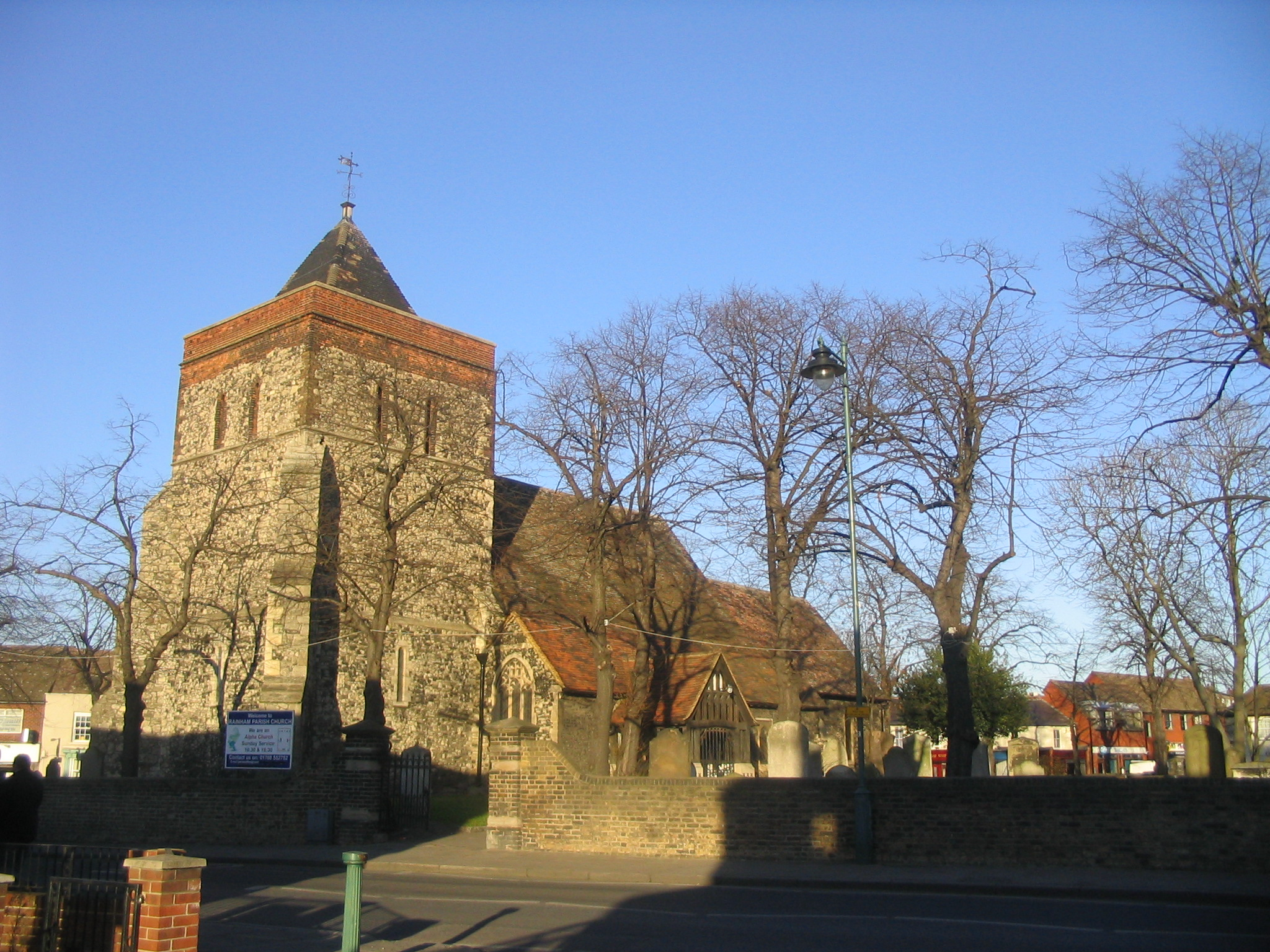
L'église de Sainte-Hélène et Saint-Gilles, dans le centre-ville de Rainham.

Rainham est une ville du borough londonien d'Havering à l'est de Londres. C'est un lotissement banlieusard situé à 21,9 km à l'est de Charing Cross avec une population de 12 114 habitants (ce chiffre inclut aussi la population du proche village de Wennington). Le village de Rainham a grandi pour devenir la ville qu'elle est aujourd'hui. Rainham a gardé beaucoup de ses particularités historiques, telles que l'église normande et les bâtiments victoriens du centre-ville.
Rainham fait partie de la section London Riverside du Thames Gateway et offre de grandes superficies non construites, qui sont la propriété du London Development Agency. Elle est ainsi au cœur de nombreux projets de réhabilitation. Les marais de Rainham, qui s'étendent à proximité à Purfleet, tiennent leur nom de la ville.

## Histoire

### Étymologie
Le premier usage inscrit est de 1086 comme Renham et signifie « le village d’un homme qui s’appelle Regna ». Par opposition, il est possible que le nom suive l’étymologie de l’autre Rainham situé à Kent au sud de la Tamise, c’est-à-dire Roegingaham (colonie des gens dirigeantes).

### Préhistoire
Il y a des indices de colonisation des environs de Rainham découverts aux lits majeurs qui encerclent l’espace de la rivière, on a trouvé des outils de silex du Paléolithique (il y a 250 000 ans), et les terrassements plus anciens datent du Néolithique. En 1963, on a découvert un fossé néolithique à Launders Lane, un peu avant que l’extraction de gravier n'y commence. Le fossé encercle une fosse de 15 m de diamètre, on croit que le tout était utilisé pour des rituels anciens. Quelques morceaux de poterie ont été trouvés dans la fosse, avec des outils de silex, ainsi que des gobelets céramiques. Un gobelet complet de l’âge du bronze fut trouvé à la carrière de Gerpins Lane.
En 1990, la construction d’un supermarché a commencé. Les archéologues ont fouillé des fossés qui ont révélé des dépôts géologiques d’un fleuve ou un ruisseau passé, des piquets et des clôtures ont aussi été trouvés, ainsi que des fosses dans lesquelles ont été trouvés des galets cassés par feu. Aussi on a trouvé ici des poteries de l’âge du fer, dans les fosses de poubelle contenant des os d'animaux. Ces os et quelques autres indices impliquent que les anciens habitants se composaient de pêcheurs, agriculteurs et chasseurs.